# Белов, Сергей Павлович
Сергей Павлович Белов (5 августа 1941, Вологда, СССР — 9 сентября 2019) — русский советский художник-реставратор, искусствовед, просветитель, музейный деятель, педагог, краевед. В 1995—2008 годах — заведующий сектором древнерусской и темперной живописи Вологодского филиала ВХНРЦ им. И. Э. Грабаря.

## Биография
Родился в семье офицера фронтовика Белова Павла Васильевича. После окончания войны семья переезжала по многочисленным гарнизонам, где проходил службу отец — Германия, Польша, Белоруссия. В 1953 году семья вернулась в Вологду.
В 1961—1964 годах после окончания школы служил в Вооружённых Силах в частях морской пехоты. После завершения воинской службы вновь вернулся на работу слесарем-ремонтником на Вологодский льнокомбинат, где проработал до февраля 1966 года. С февраля по декабрь 1966 года работал наладчиком полиграфического оборудования в Вологодской областной типографии.
В 1966 году перешёл на работу заведующим художественно-постановочной частью ТЮЗа при Вологодском городском Доме культуры.
В 1969 году был приглашён на работу заведующим художественно — постановочной частью Вологодского областного театра кукол «Теремок».
В 1970 году поступил на учёбу в Ленинградский государственный институт культуры имени Н. К. Крупской на факультет культурно-просветительной работы, на заочное отделение театральной режиссуры.
В августе 1975 года перешёл на службу в УВД Вологодского облисполкома на должность инструктора отдела политико-воспитательной работы.
В январе 1976 года поступил работать в Вологодскую специальную научно-реставрационную мастерскую в качестве художника-реставратора станковой темперной живописи. В этот период Вологодская СНРПМ активно занималась комплексной реставрацией памятников Вологды и Вологодской области, архитектурная реставрация Софийского собора сопровождалась реставрацией, как настенной живописи собора, так и его иконостаса.
В январе 1978 года был организован Вологодский участок Межобластной специальной научно-реставрационной мастерской объединения «Росреставрация» и все художники-реставраторы Вологодской СНРПМ вошли в состав этого участка.
В мае 1981 года решением аттестационной комиссии при Министерстве культуры СССР ему присвоена вторая категория художника-реставратора станковой темперной живописи.
С 1980 по 1984 год в составе Вологодского участка МежСНРПМ принимал участие в исследовании фресковой живописи Дионисия в соборе Рождества Богородицы в Ферапонтовом монастыре.
В феврале 1985 года перешёл на работу во вновь созданный Вологодский филиал ВХНРЦ им. академика И. Э. Грабаря, где работает по настоящее время.
Супруга — Нелли Николаевна Белова, директор Вологодской областной универсальной научной библиотеки им. И. В. Бабушкина, заслуженный работник культуры России; есть дочь.

## Основные реставрационные работы
Белов принимал участие в реставрации настенных росписей Софийского собора, Екатерининской церкви Спасо-Прилуцкого монастыря, церкви Андрея Первозванного, Богородице-Рождественского собора, церкви Богоматери Казанской, Успенского собора.
По состоянию на 31 декабря 2012 года Беловым отреставрировано 178 икон (полная реставрация). 105 икон по заказу музеев Москвы, Архангельской, Вологодской и Мурманской областей. Остальные — по заказу Русской православной церкви и частных коллекционеров.
С начала 2013 года Белов занимается реставрацией уникальной иконы XVIII века «Сергий Радонежский в житии» из фондов Вологодского государственного музея-заповедника. Работы по восстановлению иконы планируется завершить к 2014 году и приурочить к предстоящему 700-летию со дня рождения великого подвижника России Сергия Радонежского.
Некоторые значимые работы приведены ниже:

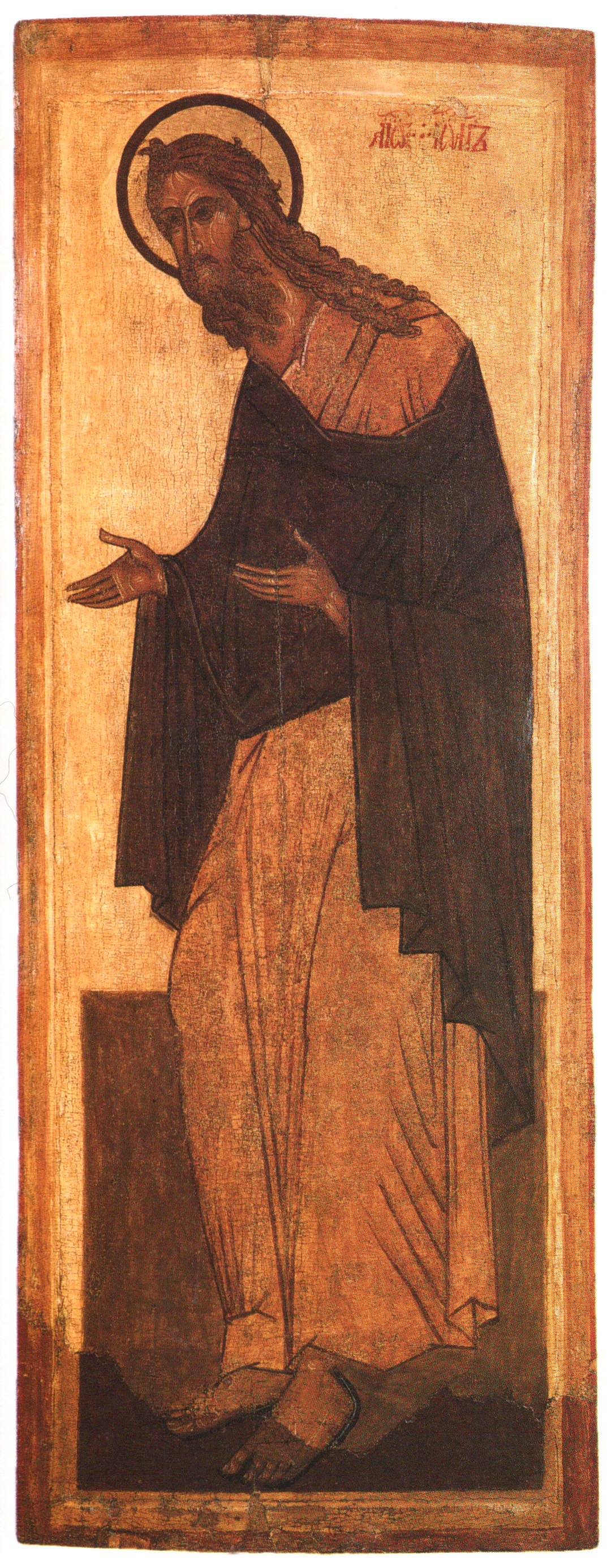
Иоанн Предтеча. 1517 г. 94,4 х 36,7 см. Череповецкое музейное объединение. Из деисусного чина Троицкого собора, Филиппо–Ирапской пустыни.Реставрация 1976—1979 гг.
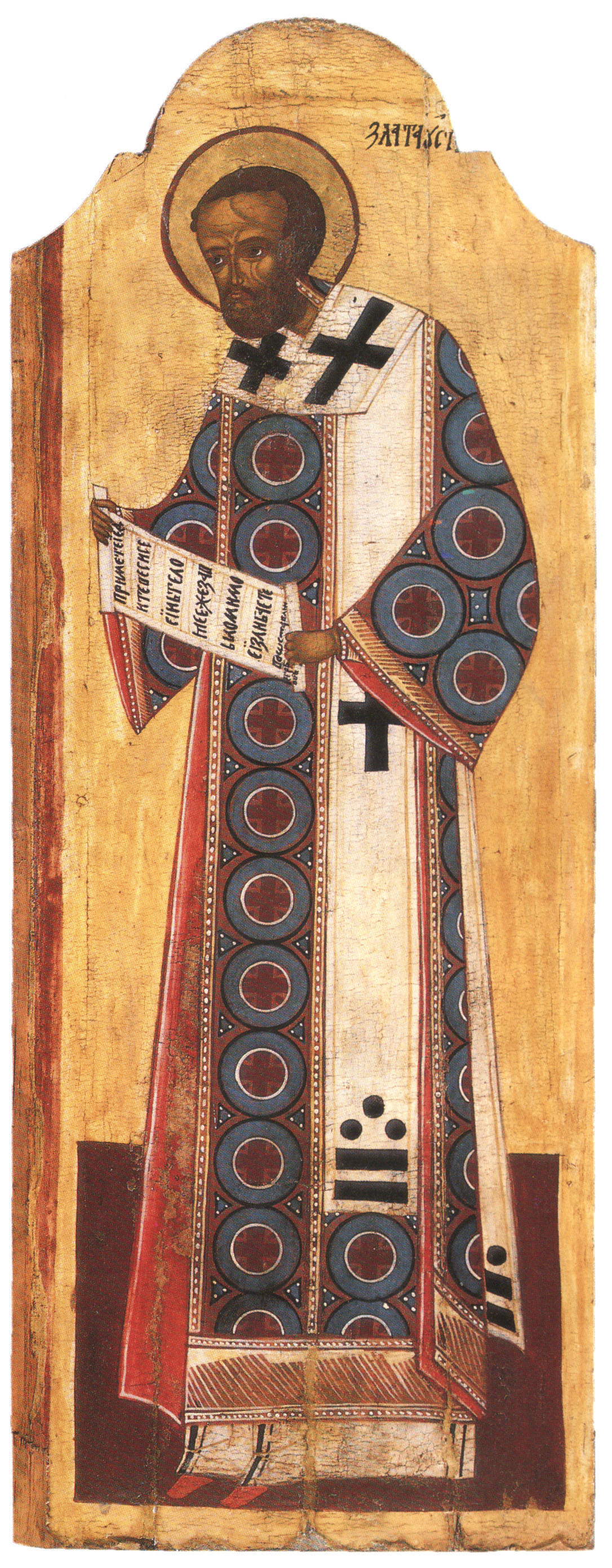
Иоанн Златоуст. Первая половина  XVI  века. 93,5 х 35,5 см. Тотемское музейное объединение. Поступила в 1924 г. с территории Тотемского района. Реставрация 1979 г.
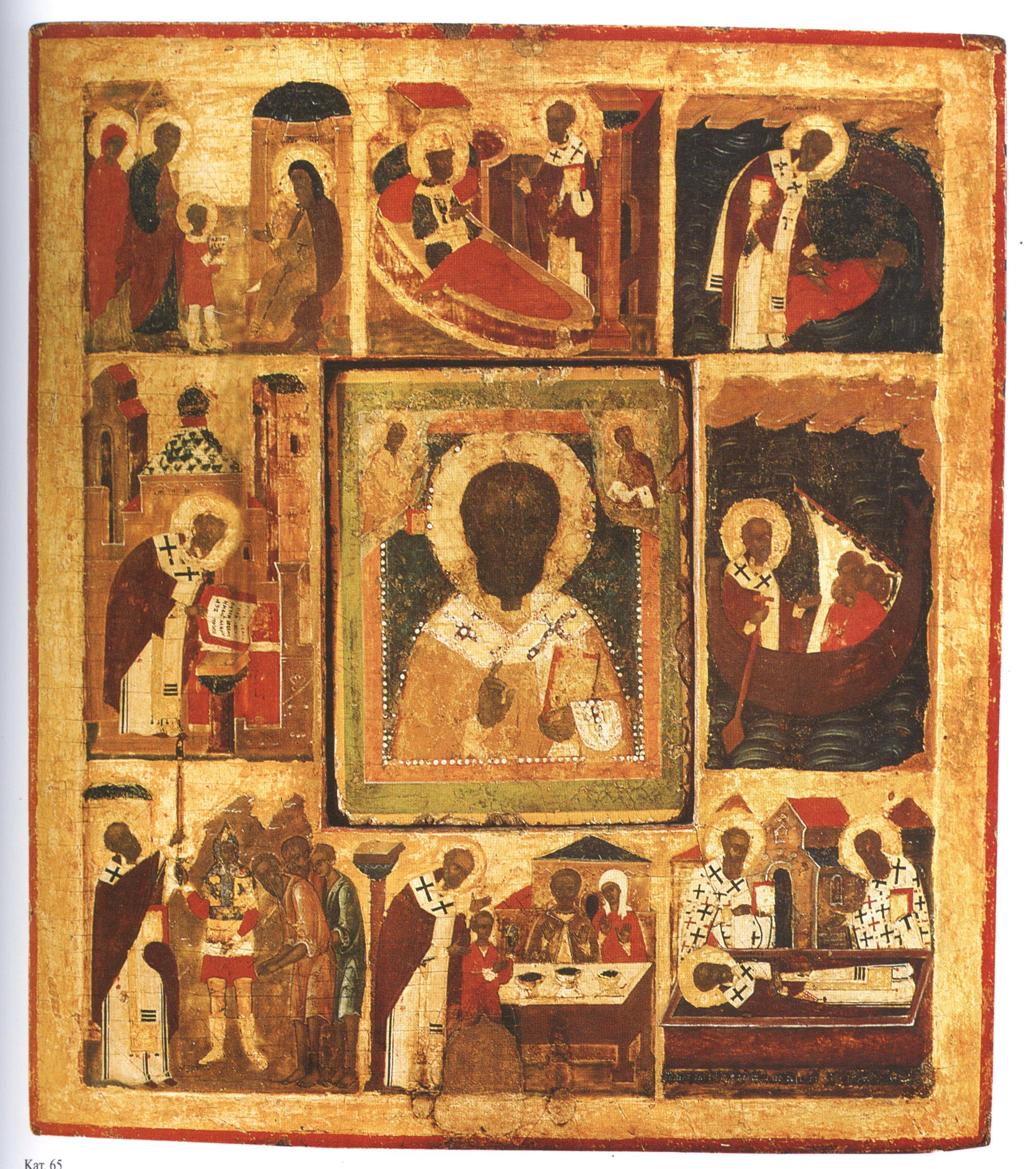
Никола Великорецкий. Андрей Васильев. 1558 г.55 х 49 см. Происходит из Благовещенского собора г. Сольвычегодска. Реставрация 1980 – 1981 г.
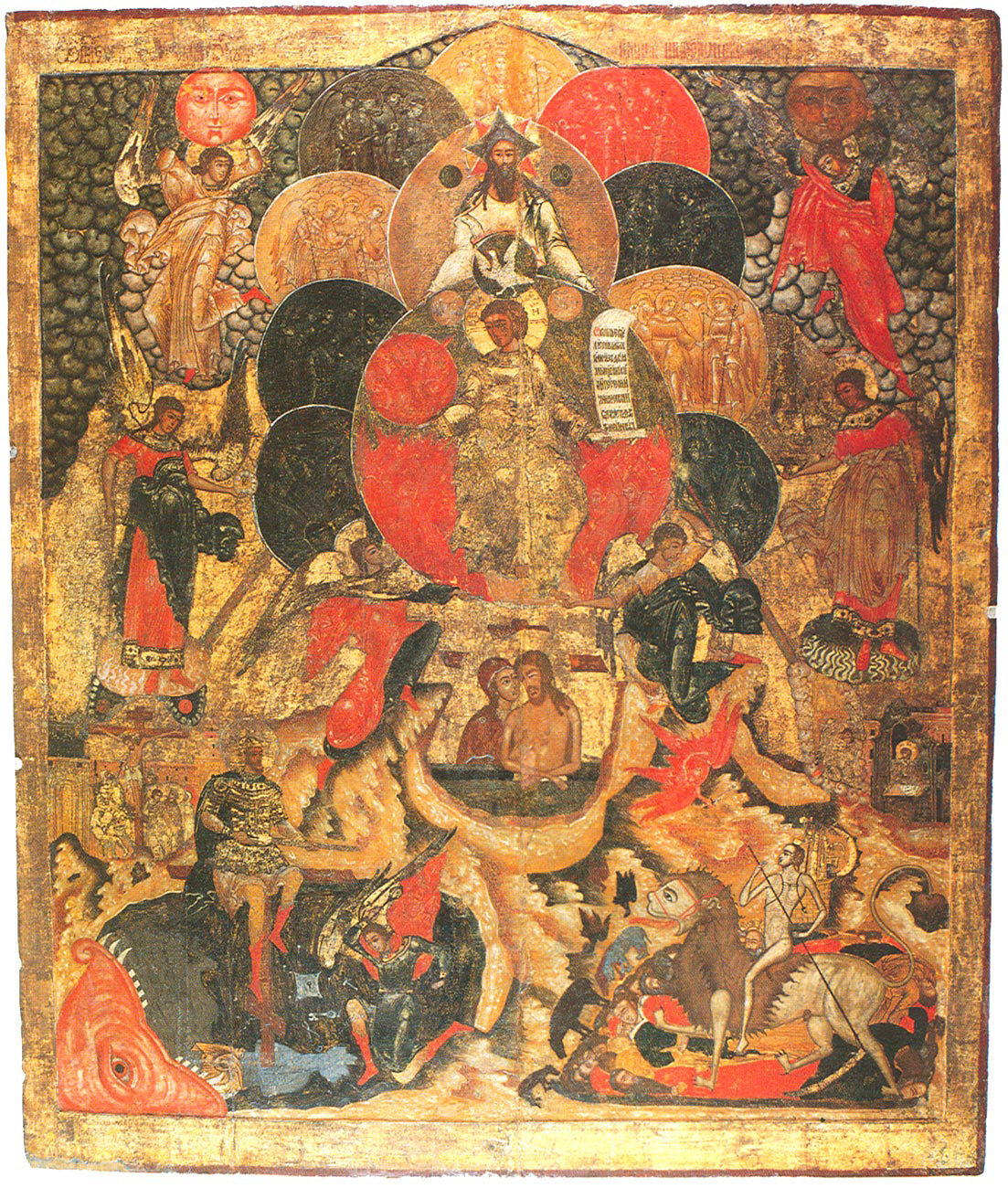
Единородный Сыне. XVII в. 150,5 х 125 см. Вытегорский краеведческий музей. Происходит из церкви Ильи Пророка с. Самино Вытегорского района. Реставрация 1978—1981 г.
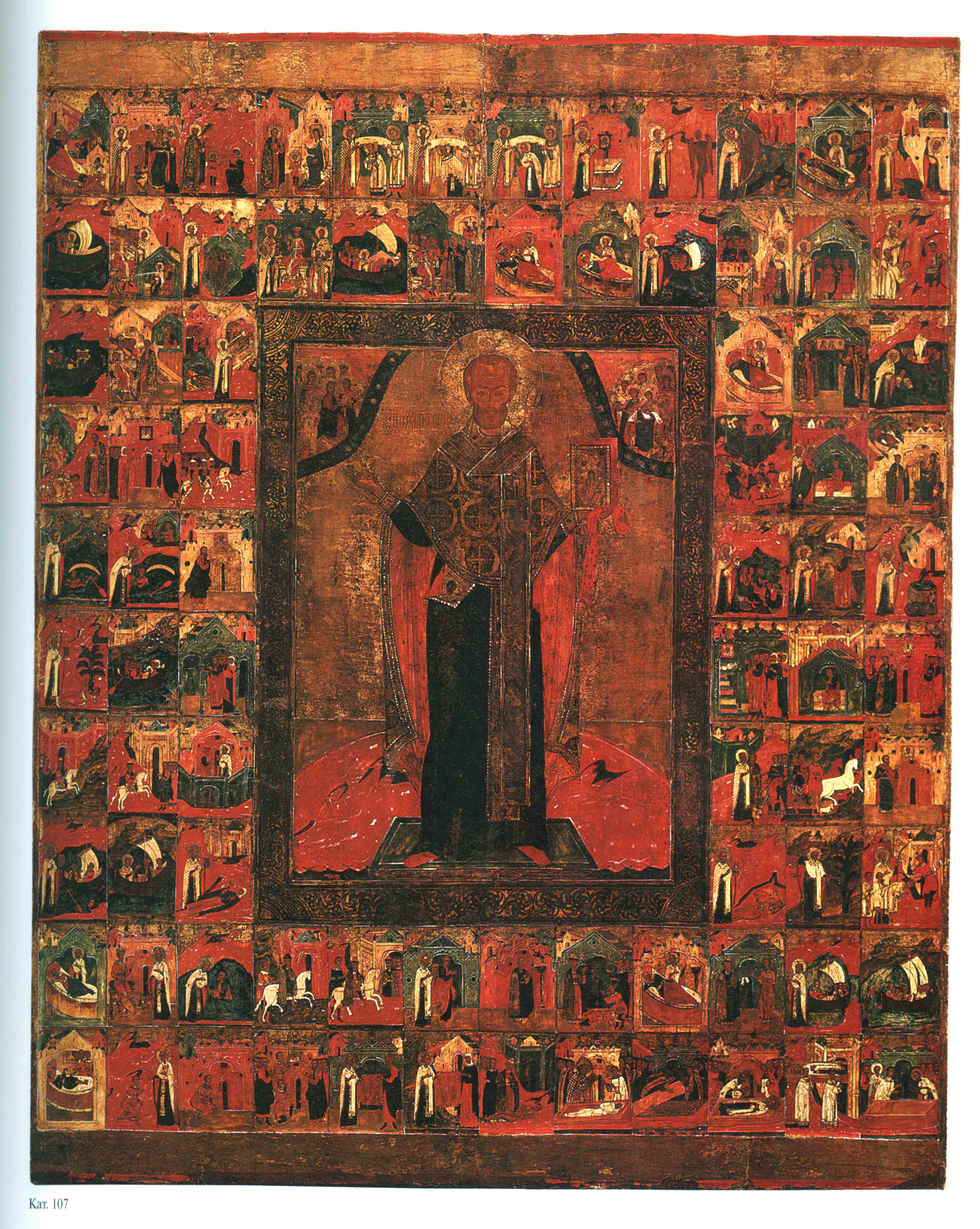
Св. Николай Чудотворец в житии (Никола Зарайский) Конец XVI – начало XVII в. 152 х123 см. Тотемское музейное объединение. Происходит из Рождественской церкви в Тотьме. Реставрация 1985 -1990 гг.
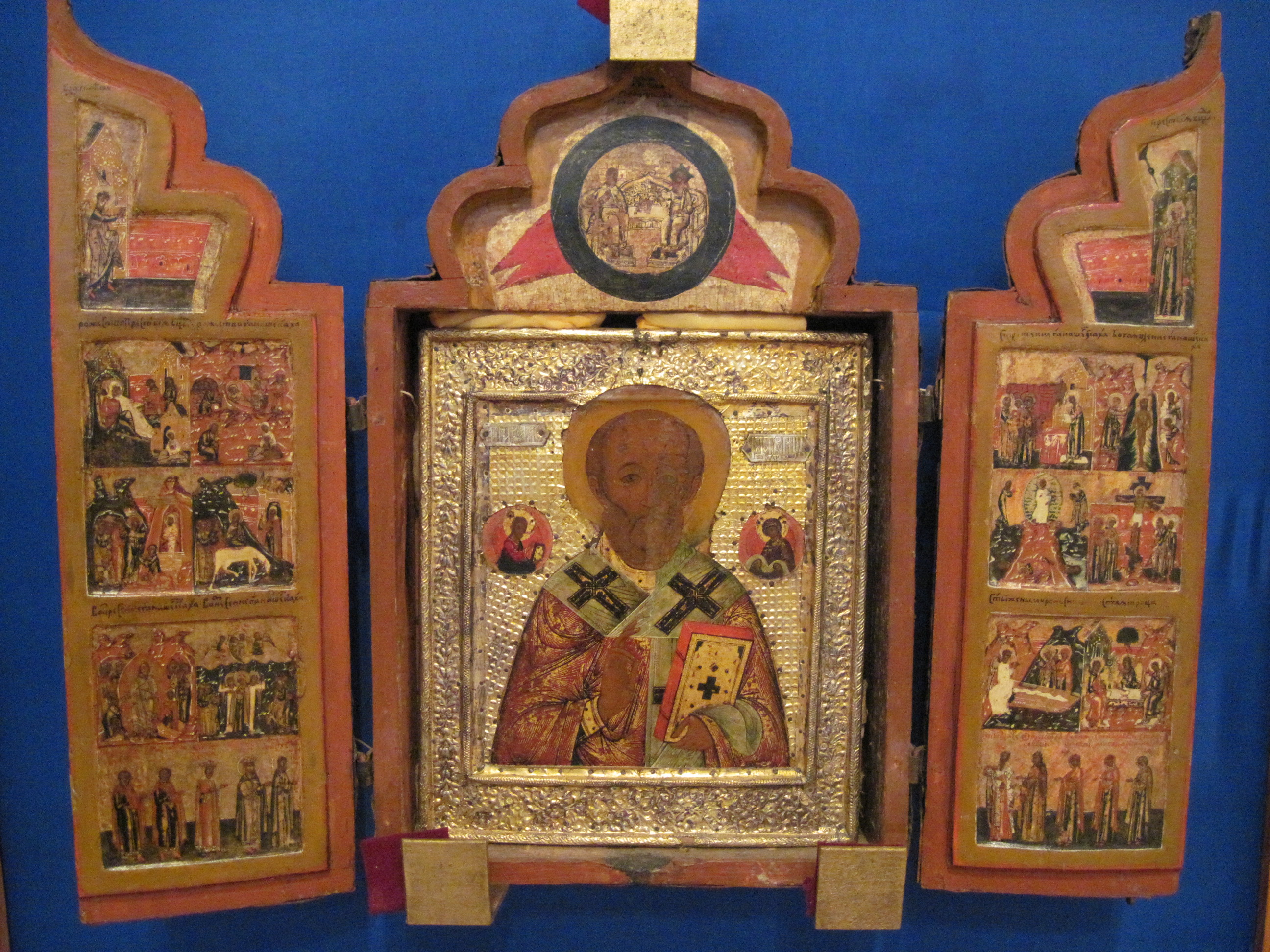
Св. Николай Чудотворец. Киот-складень. XVII в. 52 х 39 х 9 см. Тотемское музейное объединение. Происходит из Маркушевской Благовещенской церкви Тотемского уезда. Реставрация 1990 г.
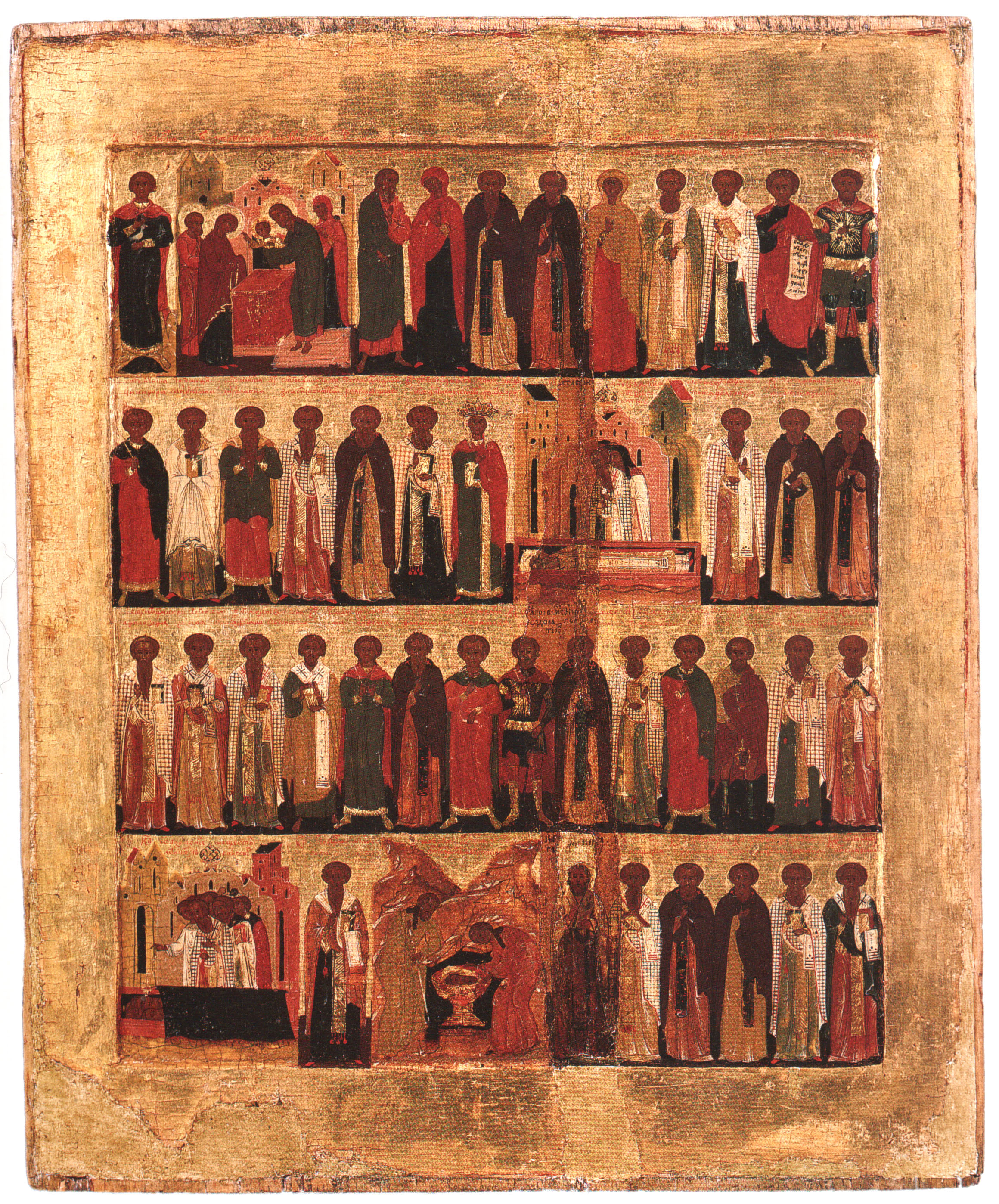
Икона минейная «Февраль» Конец XVI в. 53,4 х 43,8 см. Вологодский ГМЗ Происходит из церкви Дмитрия Прилуцкого на Наволоке в Вологде. Реставрация 1992 г.
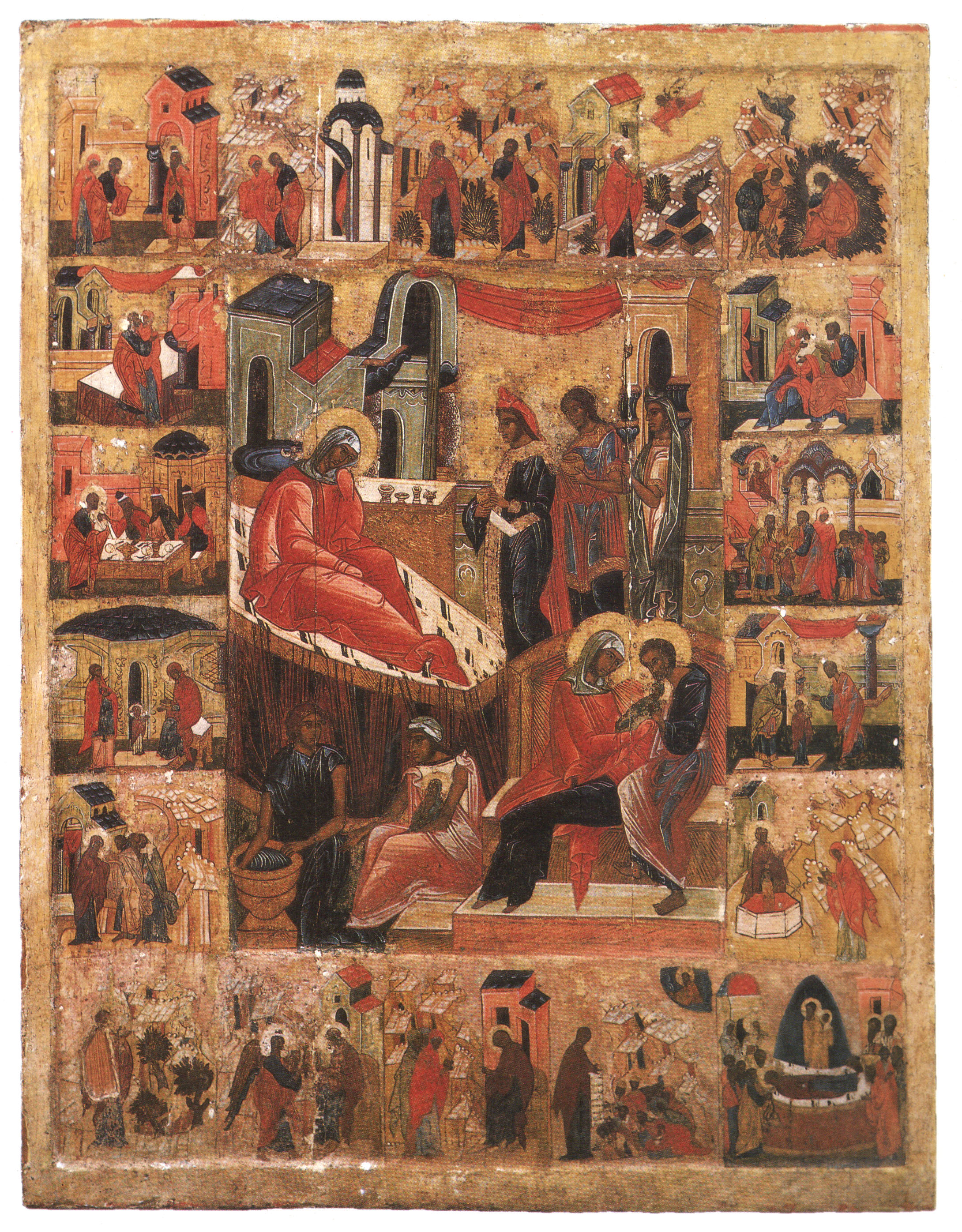
Рождество Богоматери с клеймами земной жизни. Начало  XVI века. 125,5 х 92,5 см. Устюженский краеведческий музей  Из местного ряда Богородице – Рождественского собора в Устюжне. Реставрация  1982—1997 гг.
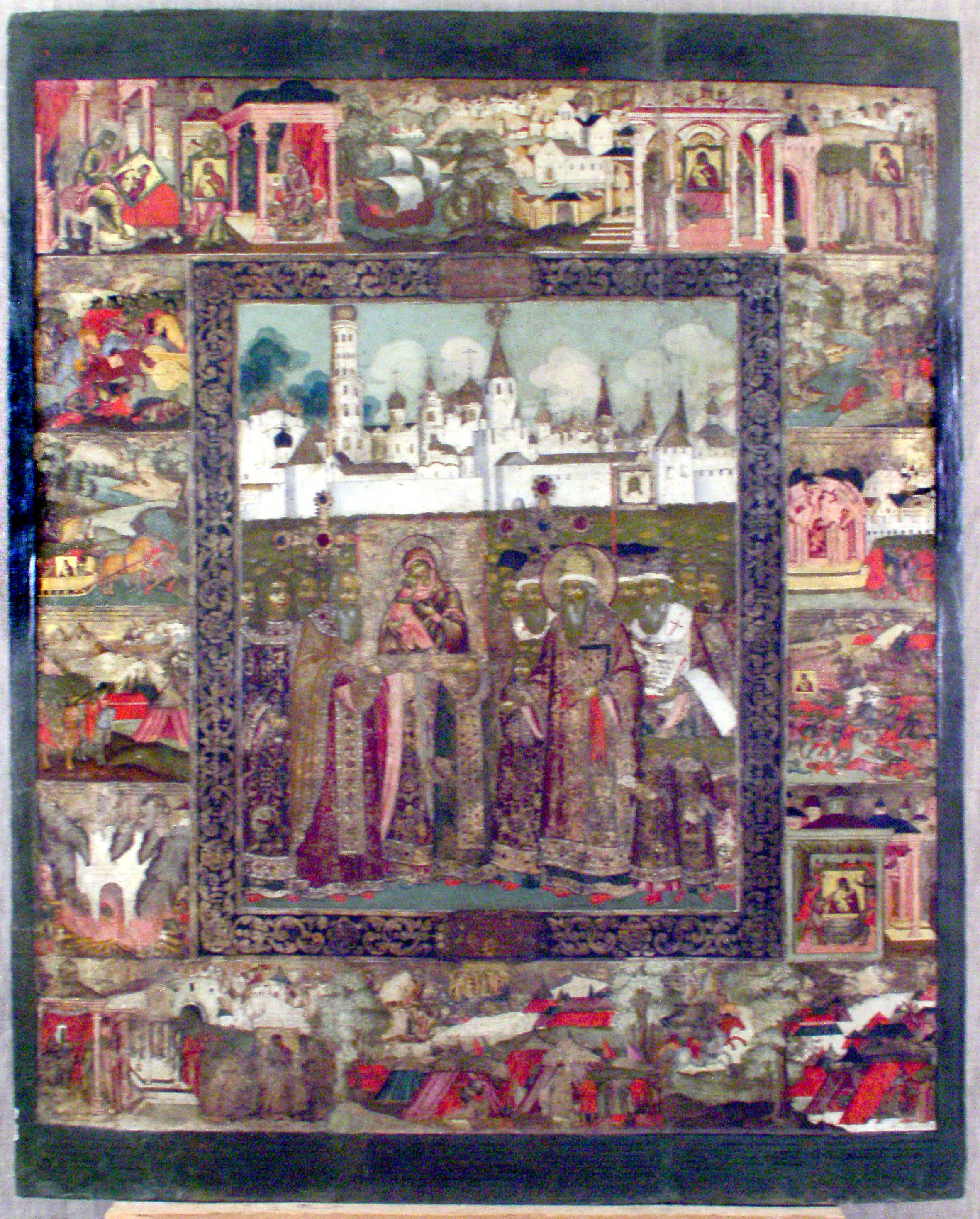
Сретение Владимирской иконы Богоматери в Москве. Михаил и Дмитрий Белозерцы. 1689/1690 г. 135,5 х127 см. Устюженский краеведческий музей. Происходит из церкви с. Даниловского. Реставрация 1980—1997 гг.
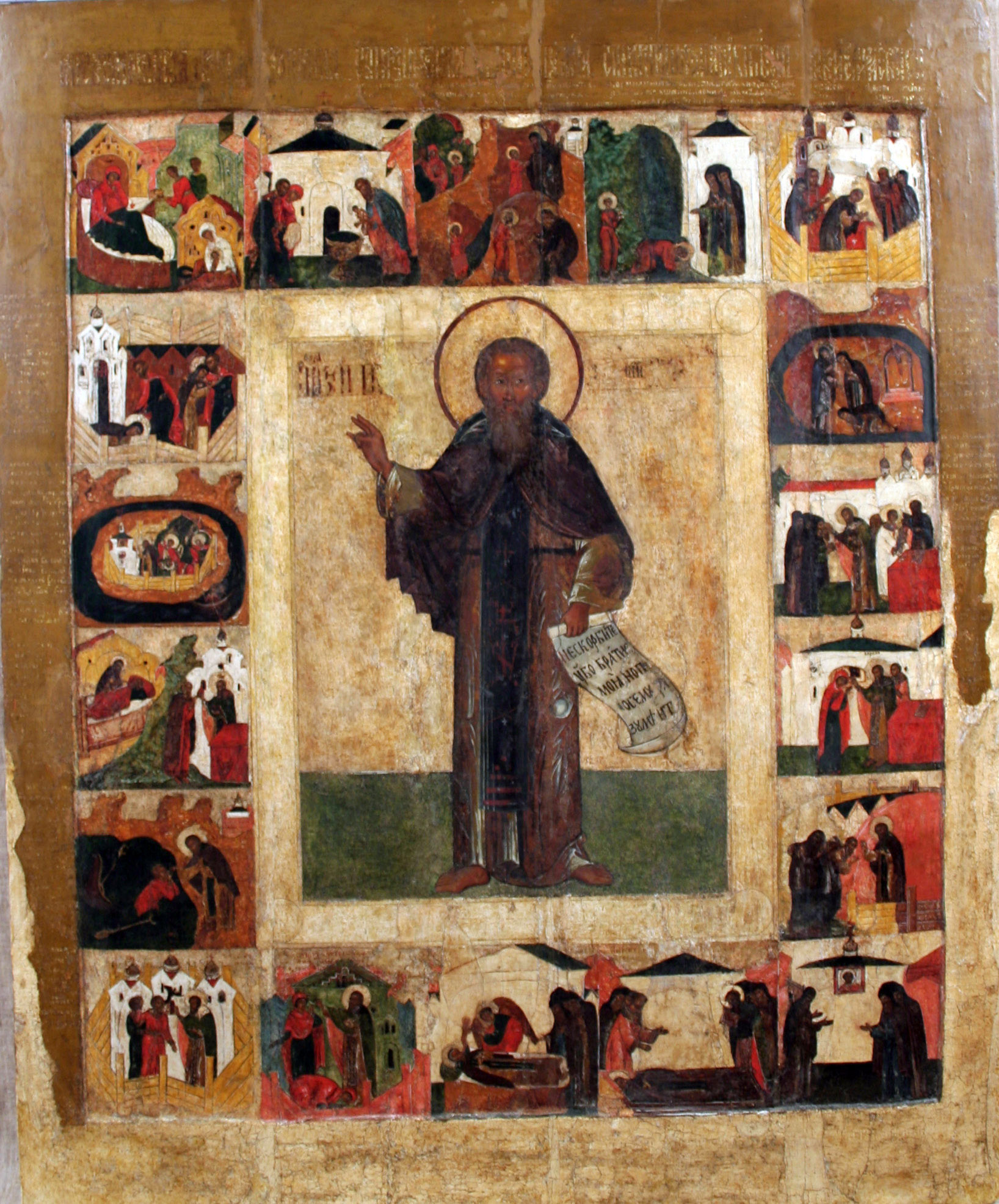
Преподобный Кирилл Новоезерский в житии. Ок. 1648 г. 134,5 х 109,5 см. Череповецкое музейное объединение. Происходит из Кирилло-Новезерского монастыря. Реставрация 2000 – 2010 г
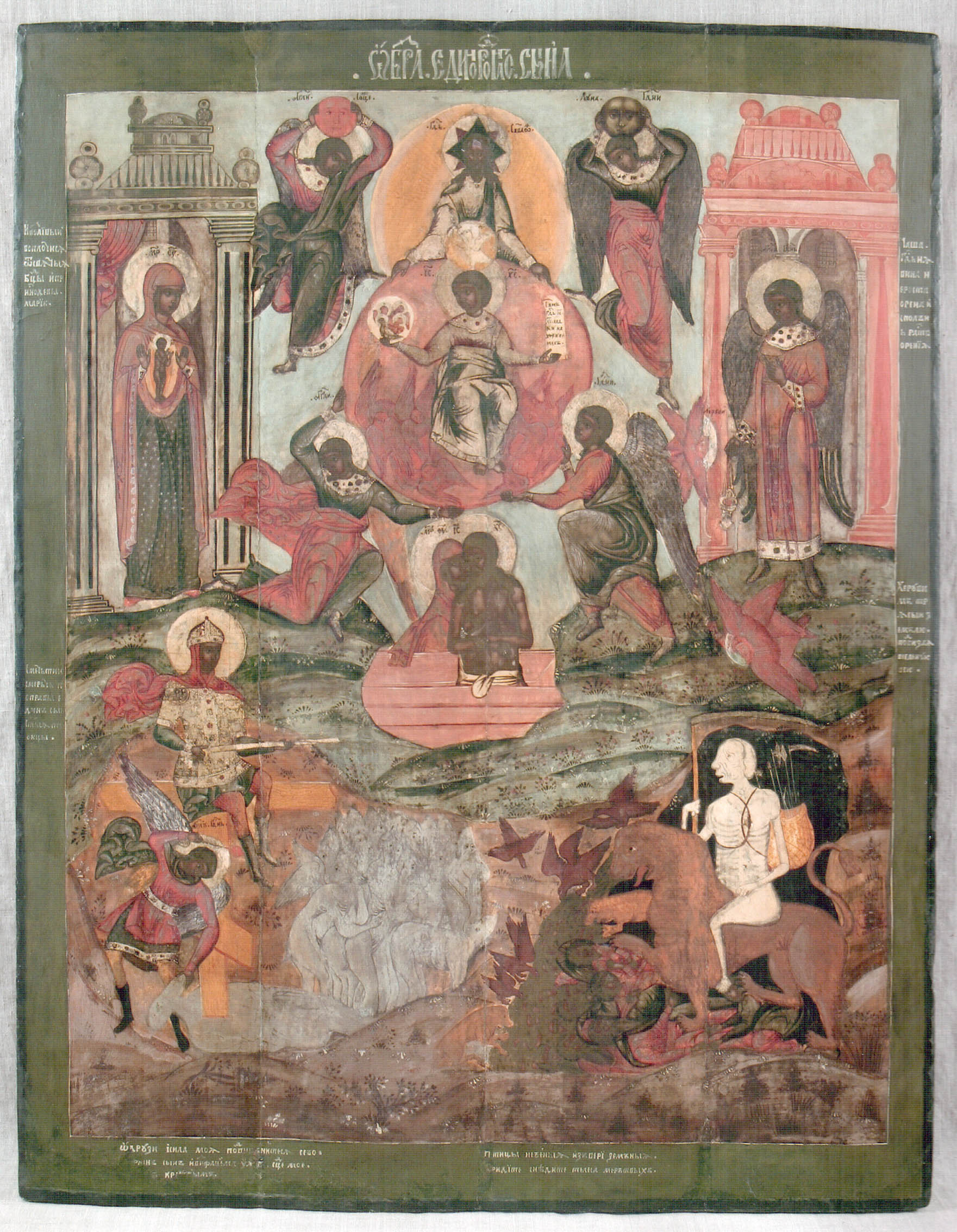
Единородный Сыне Череповецкого района. XVIII в. 142,8 х 111,2 см. Череповецкое музейное объединение. Происходит из Воскресенской церкви с. Курилово. Реставрация 1996—2010 г.
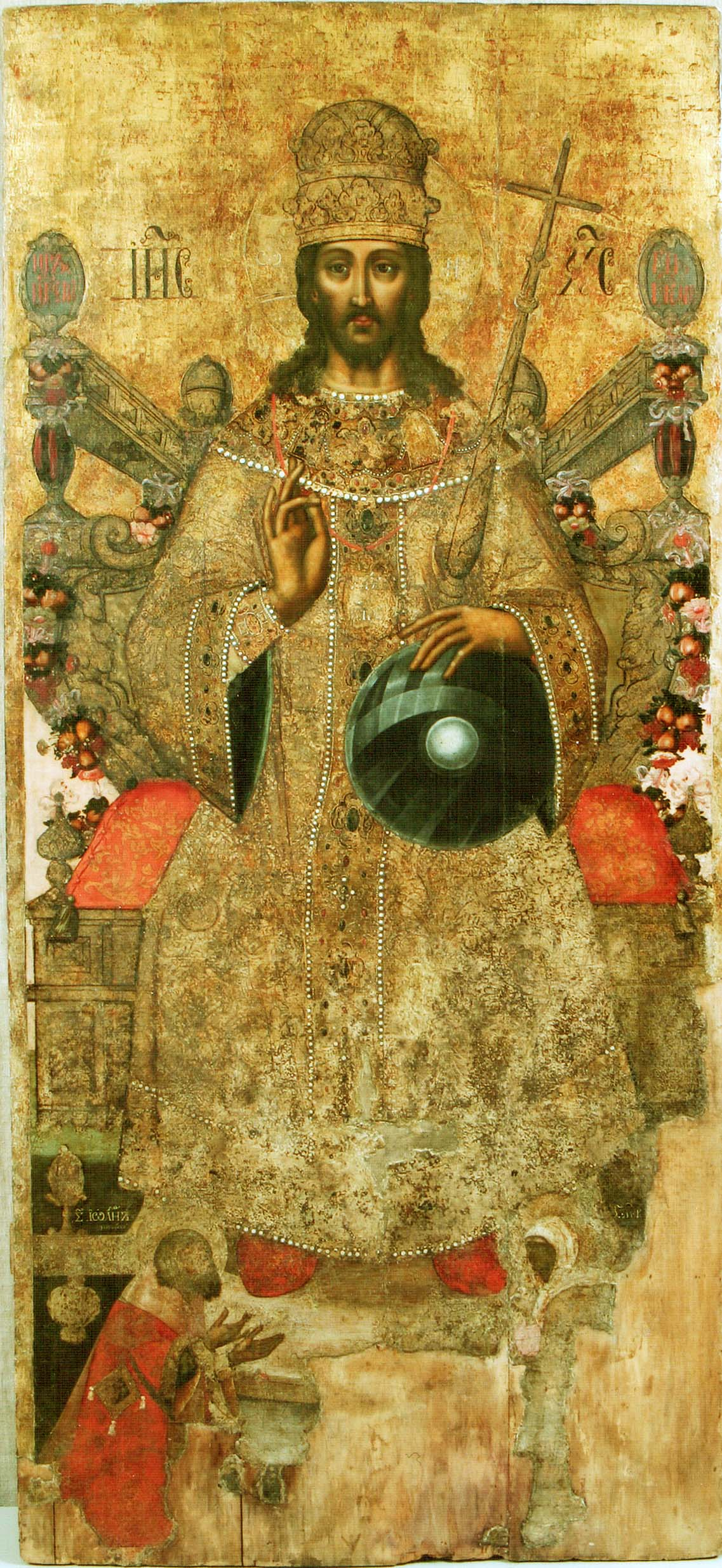
Спас Вседержитель на престоле с припадающими. Царь – царям. Начало XVIII в. 162 х 73 см. Вологодский ГМЗ Происходит из иконостаса церкви Иоанна Предтечи в Рощенье города Вологды. Реставрация 2010 г.

## Общественная деятельность
С. П. Белов с 1994 года — председатель правления Вологодского общества изучения Северного края (ВОИСК). С 1996 года главный редактор «Известий ВОИСК», на 2011 год вышло 18 выпусков «Известий», в том числе посвящённых реставрации — Перцевским чтениям, которые проходили в Вологде и Ярославле, и научно-практической конференции «Возрождённые шедевры Русского Севера»
В период с 1978 по 1985 год был членом Вологодской областной комиссии по контролю за реставрационными работами на памятниках истории и культуры при Управлении культуры Вологодского облисполкома и секретарём архитектурной секции Вологодского отделения ВООПИК.
Принимал участие во многих конференциях, связанных с изучением и пропагандой истории, культуры и искусства Вологодского края. С 1992 года член главной редколлегии серии альманахов «Старинные города Вологодской области». Публиковал статьи по проблемам реставрации памятников древнерусской живописи в альманахах «Вологда», «Устюжна», «Тотьма», «Вытегра».
В 1996 году был доверенным лицом Позгалёва В. Е. по выборам в губернаторы Вологодской области.
С 1997 года член Геральдической комиссии при губернаторе Вологодской области.
В феврале 1999 года постановлением губернатора Вологодской области присвоено почётное звание «Лауреат государственной премии Вологодской области по литературе и искусству» за 1998 год.
В 2004 г. участвовал в подготовке экспонатов для выставки «Образ святителя Николая Чудотворца в живописи, мелкой пластике, скульптуре и графике XIII-XXI вв.» и сообщения, посвящённого реставрации икон XVI—XIX вв. «Образ Николы Великорецкого» для международной научной конференции «Святитель Николай Чудотворец: проблемы генезиса и эволюции форм почитания, агиографии, иконографии, архитектурные ансамбли». Выставка и конференции состоялись 22-27 мая 2004 году в г. Вологде.
С 2007 года член редколлегии журнала «Вологодский ЛАД». С 2002 года член Научно-методического совета по реставрации памятников истории и культуры при Департаменте культуры Вологодской области.
С 2009 года участник консультационного совета по рассмотрению технической документации на выполнение работ по сохранению историко-культурного наследия Вологодской области.

## Награды и признание

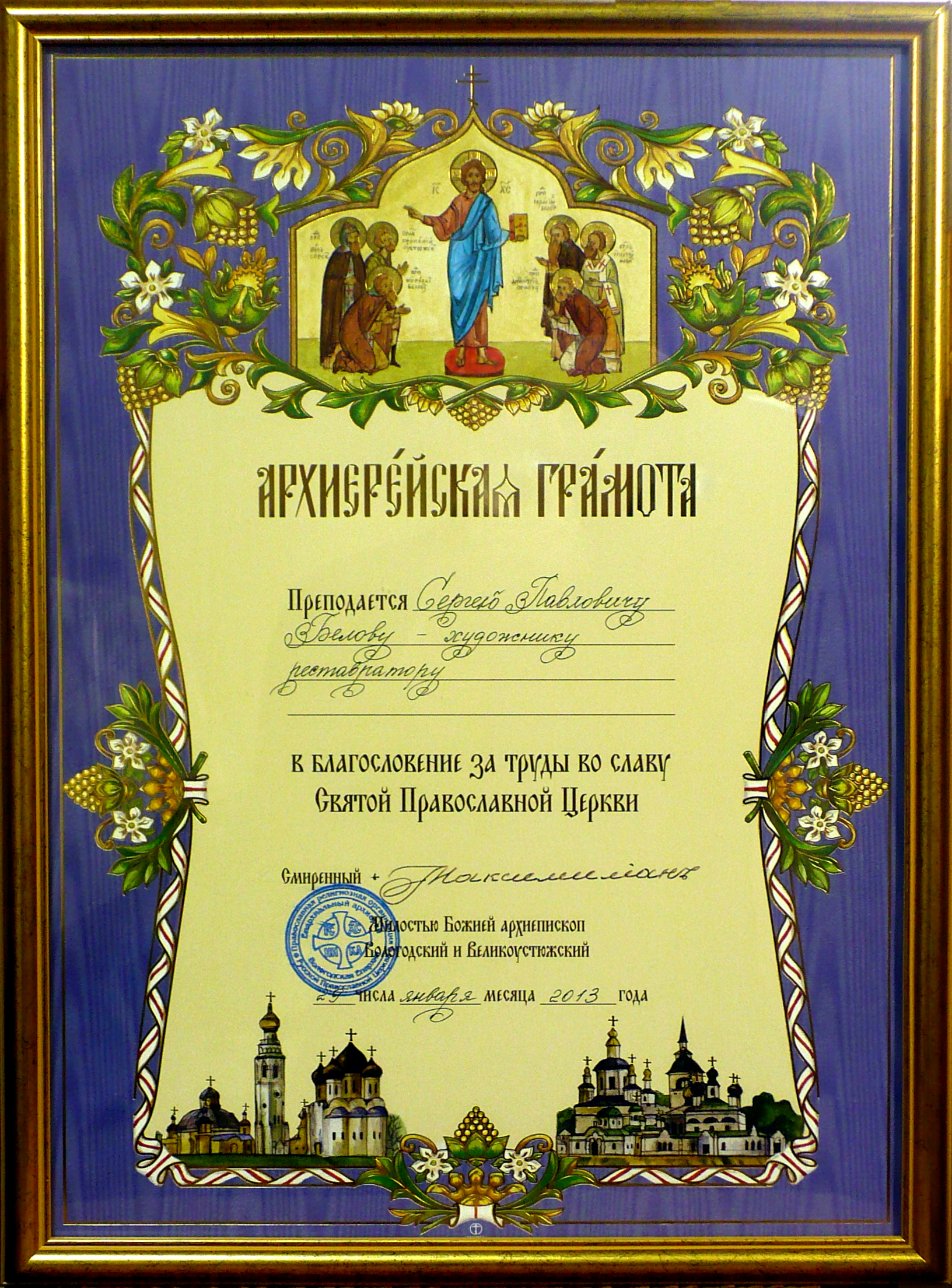
Архирейская грамота

- Заслуженный работник культуры Российской Федерации[8]
- Медаль «За заслуги перед Вологодской областью» (8 июля 2014 года)[9]
- Лауреат Государственной премии Вологодской области по литературе и искусству за 1998 год[10].
- Почётная грамота губернатора Вологодской области «За большой личный вклад в дело сохранения памятников истории и культуры области, многолетнюю творческую и научную деятельность» (август 2001 года).
- Архиерейская грамота РПЦ «В Благословение за труды во славу Святой Православной церкви» за подписью Архиепископа Вологодского и Великоустюжского Максимилиана (январь 2013 года).

## Бибилиография
- Белов С. П. Икона «Никола Великорецкий» 1558 г. из Сольвычегодска. — Памятники культуры. Новые открытия. 1987. М., 1988. С. 202—206.
- Белов С. П. Литературные источники житийных клейм иконы «Никола Зарайский, в житии» из Тотемского краеведческого музея // Литература и искусство в системе культуры. М., 1988. С. 330—342.
- Белов С. П. Славянские сюжеты в составе житийных клейм иконы «Никола Зарайский в житии» конца XVI в. из Тотемского краеведческого музея// Реставрация и исследования темперной живописи и деревянной скульптуры. Сборник научных трудов. ВХНРЦ им.академика И.Э Грабаря. М. 1990. С. 96 — 105.
- Белов С. П. «Вологда в её старине» / С. Белов //Вологодские новости. — 24 дек.. — 1991- О репринтном издании книги Г. К. Лукомского «Вологда в её старине», изд. в 1914 г. Северным кружком любителей изящных искусств. Переиздана в Вологде в 1991 году «Компьютерной информационно-издательской службой»
- Белов С. П. Материалы для биографии Д. А. Григорова (1860—1929) // Чтения по исследованию и реставрации памятников художественной культуры, посвященные памяти художника — реставратора Н. В. Перцева (1912 −1981) Архангельск. 1992.
- Белов С. П. Храмовая икона «Рождество Богоматери» из Богородице-Рождественского собора // Устюжна: историко-литературный альманах. Вып. 1. Вологда, 1992. С. 117—126.
- Белов С. П. Икона «Никола Великорецкий» середины XVI века из собрания Вологодского государственного историко-архитектурного и художественного музея-заповедника //Вологда: Ист.-краевед. альм.. — Вып.1.- 1994 г. С.261-269: ил.- Библиогр. в примеч. в конце статьи.
- Белов С. П. Итожа первое десятилетие // Белая горница. Литература, искусство, культура Европейского Севера. № 1 (12). 1994. Архангельск. Статья посвящена десятилетней деятельности Вологодского филиала ВХНРЦ им. академика И. Э. Грабаря.
- Белов С. П. И мореплаватель, и плотник … : Беседа о прошлом и будущем Вологод. о-ва изучения Сев.края (ВОИСК) [с членом оргкомитета съезда краеведов С. П. Беловым] //Лад. — Вологда. — № 11. — 1994. — С.4-11
- Григоров Д. А. Тотьма и её окрестности // Тотьма: Историко — краевед. альманах. Вологда. 1995.- (Подготовка к публикации — перевод рукописного текста в машинописный, предисловие, комментарии, подбор иллюстрации Белов С. П.)
- Белов С. П. История Тотемского отдела Вологодского общества изучения Северного края (1915—1920 гг.) //Тотьма: Историко -краевед. альманах. Вологда. 1995.С.518-536
- Белов С. П. Объединимся вокруг «Лада» //Лад. — Вологда. — № 1. — 1995- Автор — художник-реставратор древнерусской. живописи, председатель ВОИСКа
- Белов С. П. Дмитрий Александрович Григоров (1860—1929) и его книга о Тотьме// Тотьма: Историко -краевед. альманах. Вологда. 1995.- Библиогр. в примеч.: с.296-297.
- Григоров Д. А. Тотемские соляные промыслы / [Подгот. к публ., предисл. и коммент. С. П. Белова, Е. Ф. Коновалова] //Тотьма: Краевед. альм.. вып 2. 1997.- С.84-131:
- Белов С. П. Сергей Белов: «Писать как Рублев невозможно — не то время» : [Беседа с вологод.ским реставратором С. П. Беловым] / Записала Н.Авдюшкина//Русский Север. — 27 января. — 1998 г.
- Белов Сергей Павлович. Хроника Вологодского общества изучения Северного края : 1994—1999 гг. / С. П. Белов //Известия Вологодского общества изучения Северного края. — 1999. — С. 98
- Белов С. П. Икона «Единородный сыне» из Саминского погоста // Вытегра: Краеведческий альманах. — Вып. 2.— Вологда, 2000.
- Белов Сергей Павлович. Вологодское общество изучения Северного края : история и перспективы / С. П. Белов //Известия Вологодского общества изучения Северного края. — 2000. — С.10-15
- Белов СП. Иконы «Никола Великорецкий» на выставке «Образ Святителя Николая Чудотворца в живописи, руко¬писной и старопечатной книге, графике, мелкой пластике, деревянной скульптуре и декоративно-прикладном искусстве XIII—XXI веков» // Почитание Святителя Николая Чудотворца и его отражение в фольклоре, письменности и искусстве. Материалы и исследования / Под ред. А. В. Богуславского, СМ. Кибардиной, Т. Г. Ивановой. А. А. Рыбакова, Г. В. Судакова. М., 2007. С. 172—177.
- Галиция. Первая Мировая война. Дневник — воспоминания унтер-офицера Е. Х. Гусева// Вологодский ЛАД, вып. 2. 2007. С. 80 — 119. Перевод с рукописного текста в электронный, подготовка к публикации, предисловие, комментарии и подбор иллюстраций Белов С. П.
- Белов С. П. К награждению Александра Александровича Рыбакова орденом Преп. Андрея Рублева 3-й степени // ВХНРЦ имени академика И. Э. Грабаря. Вестник реставрации музейных ценностей № 1. М., 2008. С. 16—18.